# Manoir de la Roche-Musset
Le manoir de la Roche-Musset est un manoir situé à Cinq-Mars-la-Pile (Indre-et-Loire) et inscrit aux monuments historiques le 18 mars 1947.